# Bananogmius
Bananogmius is een geslacht van uitgestorven straalvinnige beenvissen, die leefden in wat nu Kansas is tijdens het Laat-Krijt. Het leefde in de Western Interior Seaway, die Noord-Amerika in tweeën splitste tijdens het Laat-Krijt.

## Beschrijving
Zoals met veel plethodiden, had Bananommius een dun lichaam dat deed denken aan de moderne zeeëngel, tientallen kleine tanden en een extreem hoge rugvin.